# Dropull i Sipërm
Dropull i Sipërm es un municipio del distrito de Dropull, en el condado de Gjirokastër, Albania. 
Se encuentra ubicado al sur del país, cerca de la costa del mar Adriático, al oeste, y de la frontera con Grecia, al este, con una población a finales del año 2011 de 971 habitantes.